# Hill Country Blues
Hill Country Blues (auch bekannt als North Mississippi Hill Country Blues oder North Mississippi Blues) ist eine regionale Variante des Country Blues. Charakteristisch sind eine kräftige Betonung von Rhythmus und Perkussion, durchgängige Gitarrenriffs, ungewöhnliche Songstrukturen sowie ein starker Groove, der auch als „hypnotic boogie“ bezeichnet wird.

## Hill Country
Die Region „Hill Country“ befindet sich im Norden des Bundesstaates Mississippi an der Grenze zu Tennessee. Sie erstreckt sich über die Counties Marshall, Panola, Tate, Tippah und Lafayette. Im Hill Country liegen die Ökoregionen (ecoregions) „North Hilly Plain“ („Red Clay Hills“ bzw. „North Central Hills“), die „Loess Plains“ und die „Bluff Hills“.
Das Hill Country hat wenig fruchtbaren Ackerboden, jedoch weite Waldflächen, daher gibt es viel Holzwirtschaft mit nur kleineren Bauernhöfen. Holly Springs und Oxford gelten als Zentren des Hill Country Blues, der sich vom Blues des Mississippi-Deltas unterscheidet, das westlich des Hill Countrys liegt. Jährlich wird ein „Picnic“ veranstaltet, um die Region und ihre Musik zu feiern.

## Musiker
Mississippi Fred McDowell, der in Como lebte, war einer der bekanntesten Vertreter des Hill Country Blues. Seine Musik war stärker rhythmusbetont als der traditionelle Delta Blues. McDowell beeinflusste spätere Musiker wie R. L. Burnside und Junior Kimbrough. Weitere einflussreiche Hill-Country-Musiker waren unter anderem Robert Belfour, Calvin Jackson, Ranie Burnette und Sid Hemphill.
Burnside, Kimbrough, Othar Turner und Jessie Mae Hemphill sind in dem Dokumentarfilm Deep Blues: A Musical Pilgrimage to the Crossroads zu sehen und zu hören. Fat Possum Records veröffentlichte den Hill Country Blues und machte ihn so populär. Die North Mississippi Allstars und andere Musiker bilden eine neue Generation des Hill Country Blues. Der Banjospieler Lucius Smith, der Fife and Drum Blues von Ed Young und Napoleon Strickland sowie die Gitarristin und Sängerin Rosa Lee Hill hinterließen ebenfalls ihre Spuren in diesem neuen Stil. Andere wie Terry „Harmonica“ Bean, Cedric Burnside und Kenny Brown halten die Tradition des Hill Country Blues bis heute aufrecht. Wieder andere wie The Bush League Blues Band spielen eine elektrische Version des Hill Country Blues.